# گمینا ناروشوو
گمینا ناروشوو (به لهستانی:  Gmina Naruszewo) یک گمینا در لهستان است که در شهرستان پوونگسک واقع شده‌است. گمینا ناروشوو ۱۵۹٫۵۵ کیلومتر مربع مساحت و ۶٬۵۰۴ نفر جمعیت دارد.